# Големият ресторант
„Големият ресторант“ (на френски: Le Grand Restaurant) е френска комедия от 1966 г. на френския кинорежисьор Жак Бенар. Сценарият е на Жан Ален и Луи дьо Фюнес. Главната роля на Септим се изпълнява от френския актьор Луи дьо Фюнес. В ролята на полицейския комисар участва френският киноартист Бернар Блие. В ролята на София участва актрисата Мария-Роса Родригес.

## Сюжет
Внимание:  Текстът по-долу разкрива сюжета на произведението (или части от него)!
Господин Септим e собственик на известен елитен ресторант в Париж. Знае всички тънкости на ресторантьорския бизнес. Като абсолютен перфекционист държи всичките му служители да са същите в своята работа. В една прекрасна вечер в ресторанта пристига президента на латиноамериканска страна, който е важен политически деец и гост за Франция. За гостите е приготовен специалитетът на ресторанта „А ла Септим“. За поднасяне на специалитета лично от господин Септим осветлението трябва да бъде загасено. И когато осветлението отново е запалено всички изпадат в паника от факта, че президента е изчезнал.

## В ролите
| Изпълнител          | Роля                                  |
| ------------------- | ------------------------------------- |
| Луи дьо Фюнес       | месю Септим, собственик на ресторанта |
| Бернар Блие         | окръжен полицейския комисар           |
| Мария-Роса Родригес | София, секретарка на президента       |
| Пол Пребоа          | сомелиер в ресторанта                 |
| Венантино Венантини | Енрике                                |
| Фолко Лули          | президента Новалес                    |
| Ноел Роквер         | министър                              |
| Ги Гросо            | сервитьор                             |
| Мишел Модо          | Малкият Роже, сервитьор               |

## Български дублаж
Филмът се разпространява на видеокасета с български войсоувър дублаж от Видеокъща Диема през 1994 г. Екипът се състои от:
| Преводач           | Асен Зидаров                                            |
| Озвучаващи артисти | Адриана Андреева Даниел Цочев Сава Пиперов Асен Зидаров |
| Тонрежисьор        | Димитър Кръстев                                         |